# Релаксація (фізіологія)
Релаксáція — це процес пониження тонусу м'язів людини. Він супроводжується внутрішнім станом спокою людини та зняттям нервового напруження в цілому. 

Релаксація є одним із визначальних компонентів аутотренінгу. Варто зазначити, що у кожного живого організму період релаксації може наступати від різних видів діяльності, наприклад плавання, сон, перегляд телебачення, металообробка, садівництво і т. ін.

## Історія
Основою найбільш ефективних технік релаксації є духовно-релігійні практики Сходу, які зараз намагаються максимально пристосовувати для європейців.
Одним з перших методи релаксації на Заході почали використовувати німецький невропатолог Йоганн Генріх Шульц і американський психолог Едмунд Джейкобсон. Вони вивчали загалом процес прояву емоцій у нервовій системі людини та її вплив на життєдіяльність організму. Емоційні стани оцінювалися на основі м'язової напруги в той чи інший момент. У результаті було доведено, що релаксація допомагає перезапустити нервову систему, відновлює її рівновагу та гарантує більш якісний рівень життя у подальшому.
Таким чином, практика релаксації позитивно позначається на загальному стані організму і навіть усуває симптоми деяких недуг. Адже, чим довше організм перебуває у напрузі, тим вищий ризик розвитку різних захворювань.

## Види релаксації
1. Прогресивна релаксація Джейкобсона, названа по імені гарвардського фізіолога. Її суть полягає у тому, що після сильної напруги м'язів автоматично настає розслаблення. Проте вона займає досить багато часу і для цього потрібні максимально спокійні та розслаблені умови.

2. Диференціальна релаксація. Її суть полягає у тому, щоб усвідомити в певний момент, які м'язи необхідно зараз напружувати і задіювати для роботи, а які можуть бути у розслабленому стані. Таку релаксацію можливо досягнути лише за постійних тренувань.

3. Синтетичний метод — дозволяє поєднувати обидва види релаксації. Однак освоювати його потрібно дуже обережно та поступово, аби не виникло непередбачуваних негативних явищ.

4. Лікарська релаксація — можлива лише за допомогою спеціальних лікарських препаратів — релаксантів. Застосовується лише у вкрай необхідних ситуаціях, коли досягнути стану релаксу іншим способом неможливо. Виконується лише під контролем лікаря.

## Стадії релаксації
1. Підготовча — передбачає вибір зручного виду, місця та часу релаксації. 

2. Безпосередній релакс — передбачає безпосереднє поринання у стадію релаксу, відключення від усіх навколишніх проблем та негараздів. Релаксація вважається досягнутою у той момент, коли ви відчуваєте задоволення від того, що робите. 

На початках особливо важливою є регулярність для вироблення вищої ефективності від процесу релаксації.